# Saint-Bonnot
Saint-Bonnot è un comune francese di 128 abitanti situato nel dipartimento della Nièvre nella regione della Borgogna-Franca Contea.

## Società

### Evoluzione demografica
Abitanti censiti